# 順川空戰
39°25′0″N 125°56′0″E / 39.41667°N 125.93333°E
順川空戰是於韓戰期間的1951年12月1號，在北韓順川上空所發生的一場空戰。在此次空戰當中，澳洲皇家空軍第77中隊派出14架哥士達流星戰鬥機與蘇聯國土防空軍第176近衛殲擊航空兵團派出的20架米格-15戰鬥機對戰。 有鑑於蘇聯爲避免與美國因韓戰發生公開衝突，因此蘇聯並不是韓戰的正式參戰國。蘇聯國土防空軍的米格-15戰鬥機以噴塗中國人民志願軍空軍標識，蘇聯國土防空軍的參戰飛行員以身著中國人民志願軍軍服參加順川空戰。在順川空戰過後，澳洲皇家空軍第77中隊被編排至地面攻擊部隊，並於1952年1月8號在青丹首次執行地面攻擊任務。

## 空戰概述
空戰具體發生於1951年12月1號上午9點，由戈登·史提格領導的澳洲皇家空軍第77中隊正在5800公尺高空巡航時，以謝爾蓋·維什尼亞科夫爲首的蘇聯國土防空軍第176近衛殲擊航空兵團向澳洲皇家空軍第77中隊發動襲擊。空戰持續時間大約爲10分鐘，空戰的戰火位於順川上空6100公尺至1萬公尺範圍。交戰的澳洲空軍飛行員和蘇聯空軍飛行員雙方都經歷過二戰，因此具備空戰經驗。但是由於哥士達流星戰鬥機是於二戰時期的1944年服役，而米格-15戰鬥機是於二戰結束後的1949年服役，因此從裝備層面來看，蘇聯空軍在與澳洲空軍交戰時具有一定的優勢。而空戰最後是蘇聯空軍取得勝利，也說明哥士達流星戰鬥機在與米格-15戰鬥機的對戰當中難以處於上風。

## 空戰結果
空戰結束過後，經澳洲空軍統計共有3架哥士達流星戰鬥機被蘇聯空軍所擊落。參與空戰的蘇聯空軍飛行員稱，蘇聯空軍在空戰中擊落9架哥士達流星戰鬥機，其中有一架是由蘇聯英雄、王牌飛行員謝爾蓋·克拉馬連科親自擊落。
根據蘇聯空軍的統計，蘇聯空軍在此次空戰當中未有飛機被澳洲空軍所擊落。雖說蘇聯空軍飛行員斯特帕·基里琴科在空戰進行當中曾報告他所駕駛的米格-15戰鬥機失控，但是這架米格-15戰鬥機後來在500公尺的空中恢復控制，而斯特帕·基里琴科遂而將飛機安全返航。澳洲空軍飛行員布魯斯·戈格利稱在空戰當中擊落一架米格-15戰鬥機，另可能擊傷一架米格-15戰鬥機。
在參與戰鬥的澳洲空軍飛行員當中，有兩名飛行員的飛機，分別爲飛航總監布盧斯·湯普森的所屬飛機和駕駛總監萬斯·德蒙德的所屬飛機被擊落，而布盧斯·湯普森和萬斯·德蒙德通過彈射椅彈出的方式著陸北韓領土並成爲俘虜。飛行員當勞·阿密特在空戰過後被報告失蹤，推測當勞·阿密特在空戰過程中犧牲。

## 空戰影響
順川空戰的結果顯示出，基於哥士達流星戰鬥機在裝備層面不及米格-15戰鬥機，因此於空中交鋒時難以取得優勢進而難以取得空戰勝利的事實。有鑑於此，澳洲皇家空軍在空戰過後將澳洲皇家空軍第77中隊的任務變更至對地攻擊，直至韓戰結束。後續的行動也顯示哥士達流星戰鬥機在對地攻擊當中的表現出色性，由此也抵消在空戰當中的不盡人意。

## 文內注釋
1. ↑  蘇聯並未爲韓戰正式參戰國。
2. ↑  蘇聯國土防空軍方面推定澳洲皇家空軍第77中隊派出16架哥士達流星戰鬥機參戰。[2]
3. ↑  澳洲皇家空軍方面推定蘇聯國土防空軍派出40－50架米格-15戰鬥機參戰。[3]
4. ↑  蘇聯參戰飛行員稱共計9架哥士達流星戰鬥機被擊落。
5. ↑  澳洲皇家空軍統計後稱有一架米格-15戰鬥機被擊落，另可能擊傷一架米格-15戰鬥機。
6. ↑  萬斯·德蒙德原先的軍銜是中士，在順川空戰發生的前一天被提拔爲駕駛總監。[13]